# Kókuszgém
A kókuszgém (Ardea cocoi) a madarak (Aves) osztályának gödényalakúak (Pelecaniformes) rendjébe, ezen belül a gémfélék (Ardeidae) családjába és a gémformák (Ardeinae) alcsaládjába tartozó faj.

## Előfordulása
Argentína, Bolívia, Brazília, Chile, Kolumbia, Ecuador, Falkland-szigetek, Francia Guyana, Guyana, Panama, Paraguay, Peru, Szent Ilona, Déli-Georgia és Déli-Sandwich-szigetek, Suriname, Trinidad és Tobago, Uruguay és Venezuela területén honos.

## Megjelenése
Hossza  102-130 centiméter közötti.

## Életmódja
Halakkal és kisebb állatokkal táplálkozik.